# 2 Palas
2 Palas (mednarodno ime 2 Pallas; pal'-us, starogrško Παλλάς, latinizirano: Pallás) je bil drugi odkriti asteroid. Odkril in poimenoval ga je Heinrich Wilhelm Olbers 28. marca 1802. Ime izvira od grške boginje Atene Palade. Ta asteroid domnevno obsega 9 % mase celotnega glavnega asteroidnega pasu.